# Gynoplistia aurantiopyga
Gynoplistia aurantiopyga là một loài ruồi trong họ Limoniidae. Chúng phân bố ở miền Australasia.